# Auschwitz-Protokolle

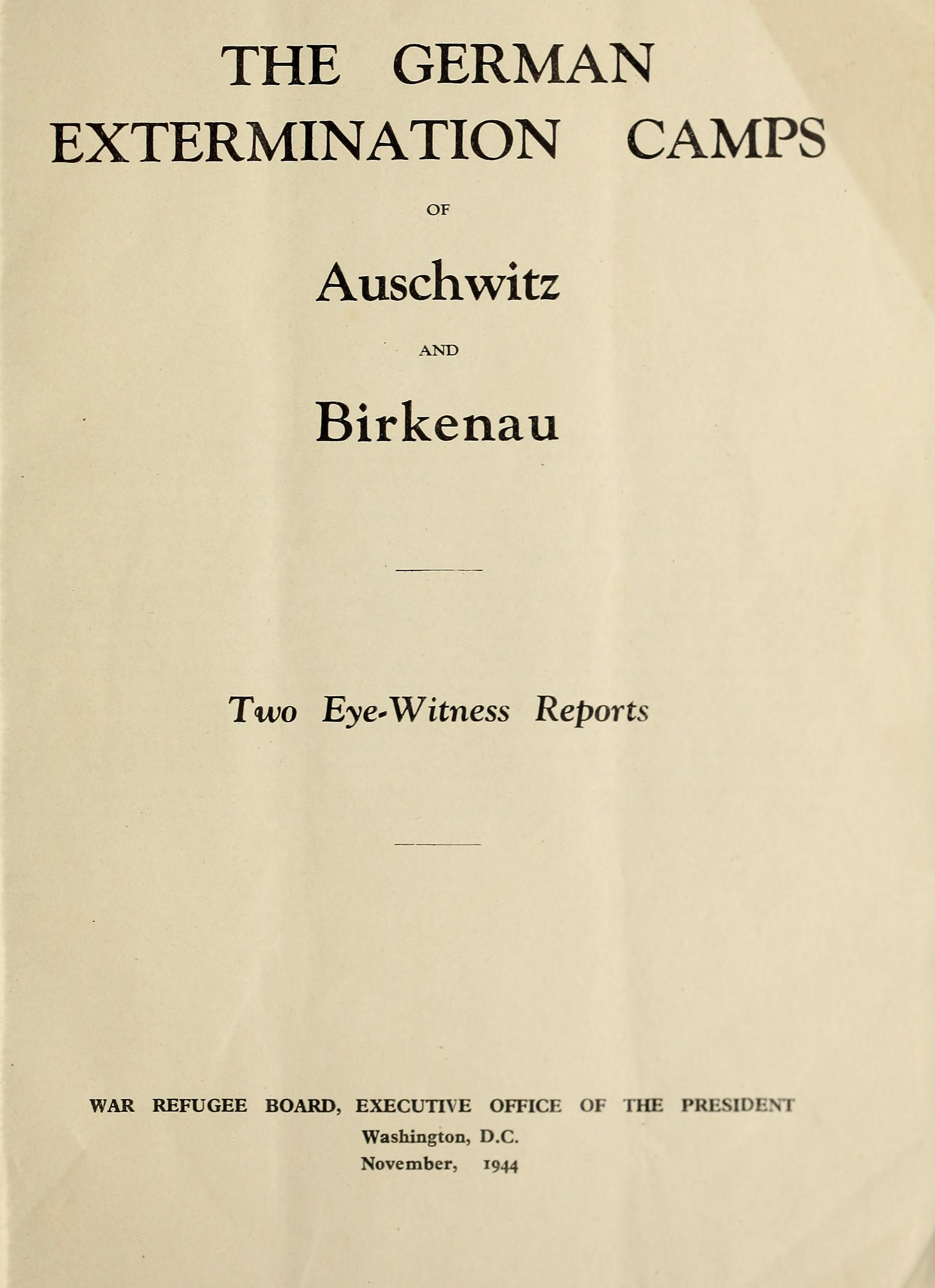
The German Extermination Camps of Auschwitz and Birkenau – Titelseite, November 1944

Als Auschwitz-Protokolle wurden im angelsächsischen Raum in der Nachkriegszeit drei Berichte bezeichnet, die von fünf ehemaligen KZ-Häftlingen stammen. Diese Berichte aus dem Jahr 1944 informierten über das Konzentrations- und Vernichtungslager Auschwitz und die dort stattfindende fabrikmäßige Ermordung von Juden aus ganz Europa.
Zwei dieser Berichte veröffentlichte das War Refugee Board, Executive Office of the President (WRB) am 26. November 1944 als Druck; dabei wurde der Bericht von Rosin und Mordowicz als Teil 3 an den Bericht von Vrba und Wetzler angefügt. Dieses 30-seitige Dokument wird auch Vrba-Wetzler Report, Vrba-Wetzler-Bericht oder Auschwitz notebook genannt. Die Berichte sind fast vollständig wiedergegeben; einige wenige Streichungen – so auch die Namen der Berichterstatter – erfolgten, um lebende Personen zu schützen.

## Einzelheiten
Die Auschwitz-Protokolle bestehen aus drei verschiedenen Teilen:
- einer Übersetzung dessen, was zwischen dem 23. und 25. April 1944 von Walter Rosenberg alias Rudolf Vrba und Alfréd Wetzler dem aus Bratislava geholten Vertreter des slowakischen Judenrats, Oskar (Jirmejahu) Neumann, berichtet und von Oscar (Karmil) Kraszniansky in slowakischer Sprache protokolliert und zugleich ins Deutsche übersetzt wurde.[2] Dieser Bericht wurde anonymisiert an den päpstlichen Nuntius von Bratislava, den US-Botschafter in Genf, den World Jewish Congress, die Jewish Agency in Istanbul sowie die Weltzentrale des Hechaluz in Genf geschickt und schon durch diese verbreitet, bevor es durch den WRB einer großen Öffentlichkeit bekannt wurde;[3]

- einem mehrseitigen Bericht von Arnost Rosin und Czesław Mordowicz, zwei kurz nach Vrba und Wetzler am 27. Mai 1944 ebenfalls aus Auschwitz Entflohenen.[4][5] Der Bericht wurde Mitte Juni 1944 im Beisein von Vrba, Wetzler und Kraszniansky in – vermutlich – slowakischer Sprache abgefasst und ins Englische übertragen;[6]

- dem Bericht[7] von Jerzy Tabeau, der am 19. November 1943 aus Auschwitz geflohen war. Sein Bericht erreichte im April 1944 die Schweiz.  Der Bericht wurde Anfang 1944 von zwei namentlich bekannten Untergrundaktivisten über die Slowakei in die Schweiz gesandt. Im April 1944 wurde er vom ständigen Vertreter der Tschechoslowakei, dem US-Gesandten in Bern, dem US-Vertreter des WRB und Gerhard Rieger vom Jüdischen Weltkongress zur Kenntnis gebracht.[8] Von dort gelangte er in die USA und wurde im November 1944 anonym als Bericht eines polnischen Majors veröffentlicht.

## Wirkung
Schon vor Beginn der Deportationen hatte der Bericht von Vrba und Wetzler führende jüdische Repräsentanten in Ungarn erreicht. Die Informationen wurden aber nicht verbreitet, weil der Judenrat Panikreaktionen befürchtete und Zusagen Eichmanns vertraute.
Vrba beklagt, „daß in der Zeit vom 15. Mai bis zum 7. Juli 1944 die zur Deportation Bestimmten, die der Warnungen des Vrba-Wetzler-Berichts am meisten bedurft hätten, über ihr Schicksal im Dunkeln gehalten wurden“. Tatsächlich erwähnt der Bericht aber nicht den Baubeginn einer neuen Rampe im Vernichtungslager und warnt auch nicht explizit vor einer anstehenden Massendeportation. Vrba stellt dar, Krasnyanskie habe in der Schlussfassung nur Fakten von geschehenen Massenmorden, nicht aber „Vorhersagen“ und „Prophezeiungen“ aufnehmen wollen. Er habe aber zugesichert, die jüdischen und andere Autoritäten würden jedenfalls sofort über alle mündlich berichteten Einzelheiten der Vorbereitung des Massenmords an den ungarischen Juden unterrichtet.
Nach Auffassung Vrbas führte die Veröffentlichung des Berichts zu einer Pressekampagne, die schließlich Horthy veranlasste, die Deportationen am 7. Juli 1944 zu stoppen. Andere halten die Einsicht Horthys, der Krieg sei für die Deutschen und ihre Verbündeten verloren, für seine Entscheidung ausschlaggebend, wobei auch die Bombardierung Budapests am 2. Juli 1944 eine Rolle gespielt habe.
Der Anklagevertreter William F. Walsh legte das Dokument am 14. Dezember 1945 im Nürnberger Kriegsverbrecherprozess vor und erklärte: „Es ist ein amtlicher Bericht der Regierung der Vereinigten Staaten, der von der Kanzlei des Präsidenten der Vereinigten Staaten, Abteilung Kriegsflüchtlinge, über die deutschen Lager in Auschwitz und Birkenau im Jahre 1944 herausgegeben wurde.“ Walsh zitierte daraus nach dem Protokoll lediglich eine geschätzte Angabe zur Zahl der bis April 1944 vergasten Juden im Vernichtungslager Auschwitz-Birkenau.

## Film
- Mark Hayhurst (Regie): 1944: Bomben auf Auschwitz? Dokumentation mit Spielszenen auf der Basis historischer Zitate und Interviews mit Zeitzeugen. Deutschland, 2019, Erstsendung am 21. Januar 2020 (Film online; Informationen zum Film).